# Józef Deszczyński
Józef Deszczyński (ur. 1774 w Wilnie, zm. 1844 w Ostrohladowiczach) – polski kompozytor i kapelmistrz.

## Życiorys

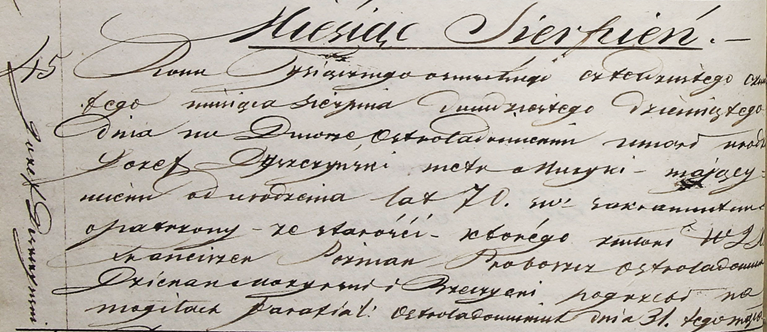
Zapis śmierci i pochówku Józefa Deszczyńskiego w Ostrohladowiczach.

Od 1811 działał jako kompozytor w Wilnie, pracował też jako nauczyciel gry na fortepianie. Był kapelmistrzem amatorskiej orkiestry symfonicznej w Horodyszczu, stworzonej przez hrabiego Ludwika Rokickiego, marszałka guberni. Orkiestrę tę doprowadził Deszczyński do wysokiego poziomu, wprowadzając m.in. do repertuaru muzykę symfoniczną i kameralną klasyków wiedeńskich. Z orkiestrą tą koncertował w Mińsku, gdzie wspólnymi siłami z udziałem połączonych orkiestr z Horodyszcza i mińskiej orkiestry miejskiej oraz solistów, wystawił kilka znanych wówczas oper (m.in. Białą Damę François-Adriena Boieldieu i Axurę Antonio Salieriego).
Pełnił funkcję kapitana gwardii narodowej wileńskiej.

## Twórczość
Utwory Deszczyńskiego były zwłaszcza na Litwie i Podolu popularne za życia kompozytora, lecz zostały po jego śmierci zapomniane. W jego spuściźnie zachowało się ok. 100 kompozycji: uwertury, koncerty fortepianowe, Kwartet fortepianowy a-moll op. 39, liczne polonezy na fortepian oraz utwory sceniczne (komedioopera Dworek na gościńcu (Warszawa 1809), melodramat operowy Egbert, czyli Połączenie się Anglików (Wilno 1810), utwory religijne oraz pieśni.